# ARIA (잡지)
《ARIA》(アリア)는 고단샤가 발행하는 일본의 월간 만화 잡지이다. 2010년에 창간되었고, 발매일은 매월 28일이다. (발행월의 전전월에 발매)

## ARIA 코믹 그랑프리
2010년 「아직 세상에 나오지 않은 새로운 재능」을 가진 사람을 발굴하기 위해 창설되었다. 연 2회 개최로, 판타지나 미스터리 등 장르를 불문하며, 「양질의 비일상」을 모집 테마로 하는 점이 특징이다.

## 발행 부수
- 2009년 10월 1일 - 2010년 9월 30일, 39,667부[1]
- 2010년 10월 1일 - 2011년 9월 30일, 16,834부[1]
- 2011년 10월 1일 - 2012년 9월 30일, 12,067부[1]
- 2012년 10월 1일 - 2013년 9월 30일, 12,417부[1]
- 2013년 10월 1일 - 2014년 9월 30일, 37,750부[1]